# Associazione Calcio Cesena 2016-2017
Questa voce raccoglie le informazioni riguardanti l'Associazione Calcio Cesena nelle competizioni ufficiali della stagione 2016-2017.

## Stagione
Nella stagione 2016-2017 il Cesena disputa il campionato cadetto, con 53 punti ottiene il tredicesimo posto finale. La stagione dei bianconeri inizia con il tecnico Massimo Drago che viene sostituito dopo dodici giornate, nelle quali ha raccolto una sola vittoria, (1-0) al Carpi, al suo posto arriva Andrea Camplone, il girone di andata si è chiuso con i romagnoli a 22 punti in piena lotta salvezza. Nel girone di ritorno però il Cesena spicca il volo, raccoglie 31 punti blindando la salvezza. Con 14 reti in campionato Camillo Ciano è risultato il miglior marcatore cesenate. Più virtuoso il percorso del Cesena nella Coppa Italia Tim Cup dove nel secondo turno supera (2-0) l'Arezzo, nel terzo turno elimina (2-0) la Ternana, negli ottavi elimina (1-2) il Sassuolo, mentre si ferma nei quarti, superato (2-1) dalla Roma.

## Divise e sponsor
Lo sponsor tecnico della stagione 2016-2017 è Lotto.
| Casa | Trasferta | Terza Divisa |

## Rosa
| N. |                                 | Ruolo | Calciatore          |
| -- | ------------------------------- | ----- | ------------------- |
| 1  | Italia (bandiera)               | P     | Federico Agliardi   |
| 2  | Italia (bandiera)               | D     | Romano Perticone    |
| 3  | Italia (bandiera)               | D     | Lorenzo Filippini   |
| 4  | Italia (bandiera)               | C     | Emmanuel Cascione   |
| 5  | Italia (bandiera)               | C     | Karim Laribi        |
| 6  | Italia (bandiera)               | C     | Antonio Cinelli     |
| 7  | Italia (bandiera)               | A     | Luca Garritano      |
| 8  | Italia (bandiera)               | C     | Andrea Schiavone    |
| 9  | Spagna (bandiera)               | A     | Alejandro Rodríguez |
| 10 | Italia (bandiera)               | A     | Camillo Ciano       |
| 13 | Italia (bandiera)               | C     | Matteo Gasperi      |
| 14 | Italia (bandiera)               | D     | Antonio Balzano     |
| 15 | Italia (bandiera)               | A     | Mirco Severini      |
| 16 | Italia (bandiera)               | D     | Michele Rigione     |
| 17 | Italia (bandiera)               | A     | Giuseppe Panico     |
| 18 | Bosnia ed Erzegovina (bandiera) | A     | Milan Đurić         |
| 19 | Italia (bandiera)               | C     | Youssef Maleh       |

| N. |                           | Ruolo | Calciatore         |
| -- | ------------------------- | ----- | ------------------ |
| 20 | Italia (bandiera)         | D     | Nicola Falasco     |
| 22 | Italia (bandiera)         | P     | Michael Agazzi     |
| 23 | Costa d'Avorio (bandiera) | C     | Moussa Koné        |
| 24 | Italia (bandiera)         | C     | Mattia Vitale      |
| 25 | Italia (bandiera)         | D     | Daniele Capelli    |
| 26 | Italia (bandiera)         | A     | Nicola Dalmonte    |
| 27 | Italia (bandiera)         | D     | Alessandro Ligi    |
| 28 | Italia (bandiera)         | C     | Carmine Setola     |
| 29 | Albania (bandiera)        | C     | Aleksandros Dhamo  |
| 30 | Giappone (bandiera)       | P     | Akira Fantini      |
| 31 | Italia (bandiera)         | D     | Lorenzo Pompei     |
| 32 | Italia (bandiera)         | P     | Lorenzo Bardini    |
| 33 | Italia (bandiera)         | D     | Francesco Renzetti |
| 34 | Italia (bandiera)         | A     | Nunzio Di Roberto  |
| 35 | Polonia (bandiera)        | C     | Bartosz Wolski     |
| 36 | Nigeria (bandiera)        | A     | Franklyn Akammadu  |

## Staff tecnico
- Rino Foschi - Direttore dell'area tecnica
- Andrea Camplone - Allenatore
- Giacomo Dicara - Allenatore in 2^
- Pasquale Domenico Rocco - Collaboratore tecnico
- Salvatore Lalinga - Preparatore atletico
- Francesco Antonioli - Preparatore dei portieri
- Marco Onesti - Preparatore dei portieri
- Fiorenzo Treossi - Team manager
- Paolo Bazzocchi - Responsabile sanitario
- Dante Boscherini - Medico sociale
- Matteo Zoffoli - Recupero infortunati
- Claudio Andriotto - Fisioterapista
- Massimo Ridolfi - Fisioterapista
- Samuele Zani - Fisioterapista
- Giorgio Caiterzi - Osteopata
- Gabriele Angeli - Responsabile materiale tecnico
- Luca Benini - Magazziniere
- Daniele Galassi - Magazziniere
- Mauro Fantini - Magazziniere

## Risultati

### Serie B

#### Girone di andata
| Arbitro: | Ros (Pordenone) |

|          |           |             |
| Ligi 81’ | Marcatori | 57’ Guberti |

| Ascoli Piceno martedì 27 settembre 2016, ore 18:30 CEST 2ª giornata (recupero) | Ascoli                 | 0 – 0 referto | Cesena | Stadio Cino e Lillo Del Duca\| Arbitro: \| Manganiello (Pinerolo) \| |
| Arbitro:                                                                       | Manganiello (Pinerolo) |               |        |                                                                      |

| Arbitro: | Chiffi (Padova) |

|               |           |  |
| Mi. Đurić 84’ | Marcatori |  |

| Arbitro: | Abisso (Palermo) |

|                                |           |                |
| Maniero 18’ Maniero 83’ (rig.) | Marcatori | 60’ Di Roberto |

| Cesena lunedì 19 settembre 2016, ore 20:30 CEST 5ª giornata (anticipo) | Cesena         | 0 – 0 referto | Salernitana | Orogel Stadium-Dino Manuzzi (11953 spett.)\| Arbitro: \| Serra (Torino) \| |
| Arbitro:                                                               | Serra (Torino) |               |             |                                                                            |

| Arbitro: | Martinelli (Roma) |

|                |           |  |
| Mustacchio 45’ | Marcatori |  |

| Arbitro: | Di Martino (Teramo) |

|                          |           |                       |
| Ciano 13’ Mi. Djuric 75’ | Marcatori | 8’ Paponi 93’ Rolando |

| Vicenza domenica 9 ottobre 2016, ore 15:00 CEST 8ª giornata | Vicenza            | 0 – 0 referto | Cesena | Stadio Romeo Menti (7010 spett.)\| Arbitro: \| Marinelli (Tivoli) \| |
| Arbitro:                                                    | Marinelli (Tivoli) |               |        |                                                                      |

| Arbitro: | Nasca (Bari) |

|             |           |               |
| Cinelli 77’ | Marcatori | 93’ Cremonesi |

| Arbitro: | Abbattista (Molfetta) |

|              |           |                  |
| Avenatti 37’ | Marcatori | 92’ (rig.) Ciano |

| Arbitro: | Saia (Palermo) |

|  |           |            |
|  | Marcatori | 81’ Ammari |

| Arbitro: | Pasqua (Tivoli) |

|                             |           |           |
| Paganini 19’ D. Ciofani 72’ | Marcatori | 54’ Ciano |

| Arbitro: | Ghersini (Genova) |

|                                     |           |                       |
| Torregrossa 13’, 20’ Martinelli 84’ | Marcatori | 66’ (rig.), 75’ Ciano |

| Arbitro: | Chiffi (Padova) |

|                    |           |  |
| Rodríguez 30’, 94’ | Marcatori |  |

| Arbitro: | Manganiello (Pinerolo) |

|               |           |  |
| Sciaudone 65’ | Marcatori |  |

| Arbitro: | Illuzzi (Molfetta) |

|                                      |           |  |
| Mi. Đurić 18’ Dalmonte 70’ Ciano 85’ | Marcatori |  |

| Arbitro: | La Penna (Roma) |

|                           |           |               |
| Chibsah 42’ Ciciretti 83’ | Marcatori | 16’ Mi. Đurić |

| Arbitro: | Sacchi (Macerata) |

|                                        |           |  |
| Ciano 56’ Garritano 60’ Mi. Djuric 90’ | Marcatori |  |

| Arbitro: | Di Paolo (Avezzano) |

|                                               |           |               |
| G. Sansone 25’ Scognamiglio 39’ Calderoni 41’ | Marcatori | 81’ Garritano |

| Arbitro: | Abbattista (Molfetta) |

|                                      |           |             |
| Konè 24’ Garritano 44’ Mi. Đurić 91’ | Marcatori | 60’ Rizzato |

| Arbitro: | Chiffi (Padova) |

|                                  |           |  |
| Bessa 20’ Pazzini 28’ Boldor 61’ | Marcatori |  |

#### Girone di ritorno
| Arbitro: | Martinelli (Roma) |

|                                           |           |                              |
| Kone 10’ (aut.) M. Ricci 51’ F. Forte 75’ | Marcatori | 47’ Ciano 59’ Kone 69’ Cocco |

| Arbitro: | Abisso (Palermo) |

|                          |           |                                   |
| Renzetti 27’ Rigione 75’ | Marcatori | 56’ (rig.) Gatto 93’ (rig.) Perez |

| Arbitro: | Sacchi (Macerata) |

|                   |           |                       |
| Bianco 65’ (rig.) | Marcatori | 24’ Balzano 40’ Cocco |

| Arbitro: | Minelli (Varese) |

|           |           |                  |
| Ciano 55’ | Marcatori | 17’ Floro Flores |

| Arbitro: | La Penna (Roma) |

|            |           |           |
| Minala 22’ | Marcatori | 27’ Cocco |

| Arbitro: | Abbattista (Molfetta) |

|             |           |                               |
| Rigione 20’ | Marcatori | 19’ R. Bianchi 82’ Emmanuello |

| Arbitro: | Saia (Palermo) |

|                |           |           |
| Dellafiore 70’ | Marcatori | 39’ Cocco |

| Arbitro: | Di Martino (Teramo) |

|          |           |                |
| Ciano 6’ | Marcatori | 45’ F. Orlando |

| Arbitro: | Di Paolo (Avezzano) |

|                        |           |  |
| Antenucci 36’ Mora 61’ | Marcatori |  |

| Arbitro: | Marini (Roma) |

|               |           |  |
| Rodríguez 60’ | Marcatori |  |

| Arbitro: | Sacchi (Macerata) |

|                                 |           |          |
| Caputo 36’ (rig.) Catellani 76’ | Marcatori | 2’ Crimi |

| Arbitro: | Ros (Pordenone) |

|           |           |            |
| Cocco 21’ | Marcatori | 91’ Mokulu |

| Arbitro: | Pinzani (Empoli) |

|               |           |          |
| Schiavone 14’ | Marcatori | 39’ Coly |

| Arbitro: | Pasqua (Tivoli) |

|  |           |                   |
|  | Marcatori | 53’ (aut.) Ujkani |

| Arbitro: | Ghersini (Genova) |

|                  |           |  |
| Ciano 53’ (rig.) | Marcatori |  |

| Arbitro: | Minelli (Varese) |

|               |           |            |
| Ardemagni 13’ | Marcatori | 27’ Laribi |

| Arbitro: | Nasca (Bari) |

|                                         |           |             |
| Crimi 49’ Ligi 54’ Laribi 57’ Ciano 67’ | Marcatori | 89’ Chibsah |

| Arbitro: | La Penna (Roma) |

|                             |           |                                  |
| Arrighini 37’ Chiaretti 86’ | Marcatori | 26’ Ligi 50’ Rodríguez 79’ Ciano |

| Arbitro: | Chiffi (Padova) |

|  |           |             |
|  | Marcatori | 37’ Macheda |

| Arbitro: | Marinelli (Tivoli) |

|              |           |                         |
| Maracchi 32’ | Marcatori | 20’ Ciano 84’ Rodríguez |

| Cesena venerdì 19 maggio 2017, ore 20:30 CEST 42ª giornata | Cesena          | 0 – 0 | Verona | Orogel Stadium-Dino Manuzzi (17048 spett.)\| Arbitro: \| La Penna (Roma) \| |
| Arbitro:                                                   | La Penna (Roma) |       |        |                                                                             |

### Coppa Italia
| Arbitro: | Chiffi (Padova) |

|                           |           |  |
| Schiavone 54’ Ciano 90+6’ | Marcatori |  |

| Arbitro: | Calvarese (Teramo) |

|                          |           |  |
| Balzano 40’ Cascione 45’ | Marcatori |  |

| Arbitro: | Nasca (Bari) |

|               |           |                           |
| Gilardino 79’ | Marcatori | 67’ Panico 102’ Rodriguez |

| Arbitro: | Rocchi (Firenze) |

|               |           |                             |
| Pellegrini 4’ | Marcatori | 81’ (rig.) Ciano 84’ Laribi |

| Arbitro: | Maresca (Napoli) |

|                              |           |               |
| Dzeko 68’ Totti 90+7’ (rig.) | Marcatori | 73’ Garritano |

## Statistiche

### Statistiche di squadra
| Competizione | Punti            | In casa | In casa | In casa | In casa | In casa | In casa | In trasferta | In trasferta | In trasferta | In trasferta | In trasferta | In trasferta | Totale | Totale | Totale | Totale | Totale | Totale | DR |
| Competizione | Punti            | G       | V       | N       | P       | Gf      | Gs      | G            | V            | N            | P            | Gf           | Gs           | G      | V      | N      | P      | Gf     | Gs     | DR |
| ------------ | ---------------- | ------- | ------- | ------- | ------- | ------- | ------- | ------------ | ------------ | ------------ | ------------ | ------------ | ------------ | ------ | ------ | ------ | ------ | ------ | ------ | -- |
| Serie B      | 53               | 21      | 8       | 10      | 3       | 29      | 16      | 21           | 4            | 7            | 10           | 22           | 32           | 42     | 12     | 17     | 13     | 51     | 48     | +3 |
| Coppa Italia | Quarti di finale | 2       | 2       | 0       | 0       | 4       | 0       | 3            | 2            | 0            | 1            | 5            | 4            | 5      | 4      | 0      | 1      | 9      | 4      | +5 |
| Totale       | 53               | 23      | 10      | 10      | 3       | 33      | 16      | 24           | 6            | 7            | 11           | 27           | 36           | 47     | 16     | 17     | 14     | 60     | 52     | +8 |

### Andamento in campionato
| Giornata  | 1 | 2  | 3 | 4  | 5  | 6  | 7  | 8  | 9  | 10 | 11 | 12 | 13 | 14 | 15 | 16 | 17 | 18 | 19 | 20 | 21 | 22 | 23 | 24 | 25 | 26 | 27 | 28 | 29 | 30 | 31 | 32 | 33 | 34 | 35 | 36 | 37 | 38 | 39 | 40 | 41 | 42 |
| --------- | - | -- | - | -- | -- | -- | -- | -- | -- | -- | -- | -- | -- | -- | -- | -- | -- | -- | -- | -- | -- | -- | -- | -- | -- | -- | -- | -- | -- | -- | -- | -- | -- | -- | -- | -- | -- | -- | -- | -- | -- | -- |
| Luogo     | C | T  | C | T  | C  | T  | C  | T  | C  | T  | C  | T  | T  | C  | T  | C  | T  | C  | T  | C  | T  | T  | C  | T  | C  | T  | C  | T  | C  | T  | C  | T  | C  | C  | T  | C  | T  | C  | T  | C  | T  | C  |
| Risultato | N | N  | V | P  | N  | P  | N  | N  | N  | N  | P  | P  | P  | V  | P  | V  | P  | V  | P  | V  | P  | N  | N  | V  | N  | N  | P  | N  | N  | P  | V  | P  | N  | N  | V  | V  | N  | V  | V  | P  | V  | N  |
| Posizione | 8 | 16 | 8 | 10 | 14 | 15 | 15 | 15 | 15 | 16 | 16 | 18 | 21 | 15 | 13 | 15 | 15 | 13 | 17 | 14 | 17 | 20 | 20 | 15 | 15 | 15 | 17 | 16 | 16 | 16 | 16 | 17 | 16 | 16 | 15 | 14 | 14 | 14 | 13 | 13 | 13 | 13 |

Fonte:  CLASSIFICA SERIE B 16/17, su legab.it. URL consultato il 12 novembre 2016 (archiviato dall'url originale il 22 maggio 2017).
Legenda:

Luogo: C = Casa; T = Trasferta. Risultato: V = Vittoria; N = Pareggio; P = Sconfitta.

### Statistiche dei giocatori
Sono in corsivo i calciatori che hanno lasciato la società a stagione in corso.
| Giocatore     | Serie B  | Serie B | Serie B     | Serie B    | Coppa Italia | Coppa Italia | Coppa Italia | Coppa Italia | Totale   | Totale | Totale      | Totale     |
| Giocatore     | Presenze | Reti    | Ammonizioni | Espulsioni | Presenze     | Reti         | Ammonizioni  | Espulsioni   | Presenze | Reti   | Ammonizioni | Espulsioni |
| ------------- | -------- | ------- | ----------- | ---------- | ------------ | ------------ | ------------ | ------------ | -------- | ------ | ----------- | ---------- |
| M. Agazzi     | 2        | 0       | 0           | 0          | 2            | 0            | 0            | 0            | 4        | 0      | 0           | 0          |
| F. Agliardi   | 0        | 0       | 0           | 0          | 0            | 0            | 0            | 0            | 0        | 0      | 0           | 0          |
| F. Akammadu   | 0        | 0       | 0           | 0          | -            | -            | -            | -            | 0        | 0      | 0           | 0          |
| A. Balzano    | 1        | 0       | 0           | 0          | 2            | 1            | 0            | 0            | 3        | 1      | 0           | 0          |
| L. Bardini    | 0        | 0       | 0           | 0          | -            | -            | -            | -            | 0        | 0      | 0           | 0          |
| D. Capelli    | 2        | 0       | 0           | 0          | 1            | 0            | 0            | 0            | 3        | 0      | 0           | 0          |
| E. Cascione   | 2        | 0       | 0           | 0          | 1            | 1            | 0            | 0            | 3        | 1      | 0           | 0          |
| C. Ciano      | 1        | 0       | 1           | 0          | 2            | 1            | 0            | 0            | 3        | 1      | 1           | 0          |
| A. Cinelli    | 2        | 0       | 1           | 0          | 1            | 0            | 0            | 0            | 3        | 0      | 1           | 0          |
| N. Dalmonte   | -        | -       | -           | -          | -            | -            | -            | -            | -        | -      | -           | -          |
| A. Dhamo      | -        | -       | -           | -          | 0            | 0            | 0            | 0            | 0        | 0      | 0           | 0          |
| N. Di Roberto | 1        | 0       | 0           | 0          | -            | -            | -            | -            | 1        | 0      | 0           | 0          |
| M. Đurić      | 2        | 1       | 1           | 0          | 2            | 0            | 0            | 0            | 4        | 1      | 1           | 0          |
| N. Falasco    | 1        | 0       | 1           | 0          | 1            | 0            | 0            | 0            | 2        | 0      | 1           | 0          |
| A. Fantini    | -        | -       | -           | -          | 0            | 0            | 0            | 0            | 0        | 0      | 0           | 0          |
| L. Filippini  | 0        | 0       | 0           | 0          | 1            | 0            | 0            | 0            | 1        | 0      | 0           | 0          |
| L. Garritano  | 2        | 0       | 0           | 0          | 2            | 0            | 0            | 0            | 4        | 0      | 0           | 0          |
| M. Gasperi    | -        | -       | -           | -          | -            | -            | -            | -            | -        | -      | -           | -          |
| M. Koné       | 2        | 0       | 0           | 0          | 2            | 0            | 1            | 0            | 4        | 0      | 1           | 0          |
| K. Laribi     | -        | -       | -           | -          | -            | -            | -            | -            | -        | -      | -           | -          |
| A. Ligi       | 2        | 1       | 0           | 0          | 1            | 0            | 0            | 0            | 3        | 1      | 0           | 0          |
| Y. Maleh      | 0        | 0       | 0           | 0          | -            | -            | -            | -            | 0        | 0      | 0           | 0          |
| G. Panico     | 0        | 0       | 0           | 0          | 0            | 0            | 0            | 0            | 0        | 0      | 0           | 0          |
| R. Perticone  | 1        | 0       | 1           | 0          | 2            | 0            | 0            | 0            | 3        | 0      | 1           | 0          |
| L. Pompei     | -        | -       | -           | -          | -            | -            | -            | -            | -        | -      | -           | -          |
| A. Ragusa     | -        | -       | -           | -          | 1            | 0            | 0            | 1            | 1        | 0      | 0           | 1          |
| F. Renzetti   | 1        | 0       | 1           | 0          | -            | -            | -            | -            | 1        | 0      | 1           | 0          |
| M. Rigione    | 1        | 0       | 0           | 0          | 2            | 0            | 0            | 0            | 3        | 0      | 0           | 0          |
| A. Rodríguez  | 1        | 0       | 0           | 0          | 1            | 0            | 0            | 0            | 2        | 0      | 0           | 0          |
| A. Schiavone  | 2        | 0       | 0           | 0          | 2            | 1            | 0            | 0            | 4        | 1      | 0           | 0          |
| C. Setola     | -        | -       | -           | -          | 0            | 0            | 0            | 0            | 0        | 0      | 0           | 0          |
| M. Severini   | 0        | 0       | 0           | 0          | 1            | 0            | 0            | 0            | 1        | 0      | 0           | 0          |
| M. Vitale     | 2        | 0       | 0           | 0          | -            | -            | -            | -            | 2        | 0      | 0           | 0          |
| A. Yabrè      | -        | -       | -           | -          | 0            | 0            | 0            | 0            | 0        | 0      | 0           | 0          |